# 탄천문화제
탄천문화제는 2008년 10월 11일부터 경기도 용인시 수지구 죽전 1,2동이 공동 개최하는 문화제이다.

## 종목

### 죽전체육공원
- 축구
- 게이트볼
- 족구

### 탄천 산책길
- 탄천사랑 걷기대회

### 기타 공연
- 단국대 국악과 학생들의 사물놀이 공연
- 죽전동 주민들이 꾸미는 유아발레, 한국무용

## 관련 축제
참고로 경기도 성남에서는 탄천 페스티벌을 개최하고 있는데 영국 템스강 페스티벌처럼 도심 속 하천을 테마로 하는 축제로 알려져 있다. 2006년부터 시작하여 2008년에는 국내외 70여 개 팀이 참가하기도 했다. 해외팀까지 초청하여 독일의 야외 퍼포먼스 극단 ‘판옵티쿰’은 2008년 10월 9일까지 분당구청 잔디광장에서 공연하였다. 연극과 오페라, 무용, 서커스가 결합된 거리극으로 한국에서의 첫 무대였다. 2007년 영국 에든버러 페스티벌에서 화제를 모았던 비보이 뮤지컬 ‘브레이크 아웃’도 선보였다. 그밖에 ‘취리히 콰이어 소녀합창단’, ‘어린이 음악 놀이극’ 같은 공연이 성남아트센터 등지에서 10월 12일까지 이어졌다.